# 베를린 U반
베를린 U반(Berlin U-Bahn, [uː.baːn]), 또는 베를린 지하철은 독일의 수도 베를린의 도시 철도이자 S반, 트램, 버스와 함께 베를린의 대중 교통을 이룬다. 1902년 최초 노선이 개통한 베를린 U반은 10개 노선에 173개의 지하철역이 있고, 운행 중인 차량 총 대수는 1272량, 총 노선 길이는 146 km에 이른다. 지하철을 운영하는 베를린교통공사(BVG)는 공공기관(Anstalt des öffentlichen Rechts)으로 지정되어 있다.
지하철 노선의 80%가 지하화되어 있다. 출퇴근 시간에는 보통 2~5분 간격으로 배차되고, 공휴일에는 약 5분 간격으로 배차되며, 저녁에는 약 10분 간격으로 배차된다. 2017년 BVG의 연간 총 수송객은 10억 6400만명(2011년: 9억 3700만명)이며, 이 중 절반 가량인 5억 6300만명(2011년: 5억 730만명)이 지하철 승객으로 집계되었다. 2016년 기준 연간 전체 차량의 누적 운행 거리는 2160만 km(2011년: 2090만 km)이다. 전 구간 직류 750V 제3궤조 전철화를 사용한다.

## 역사

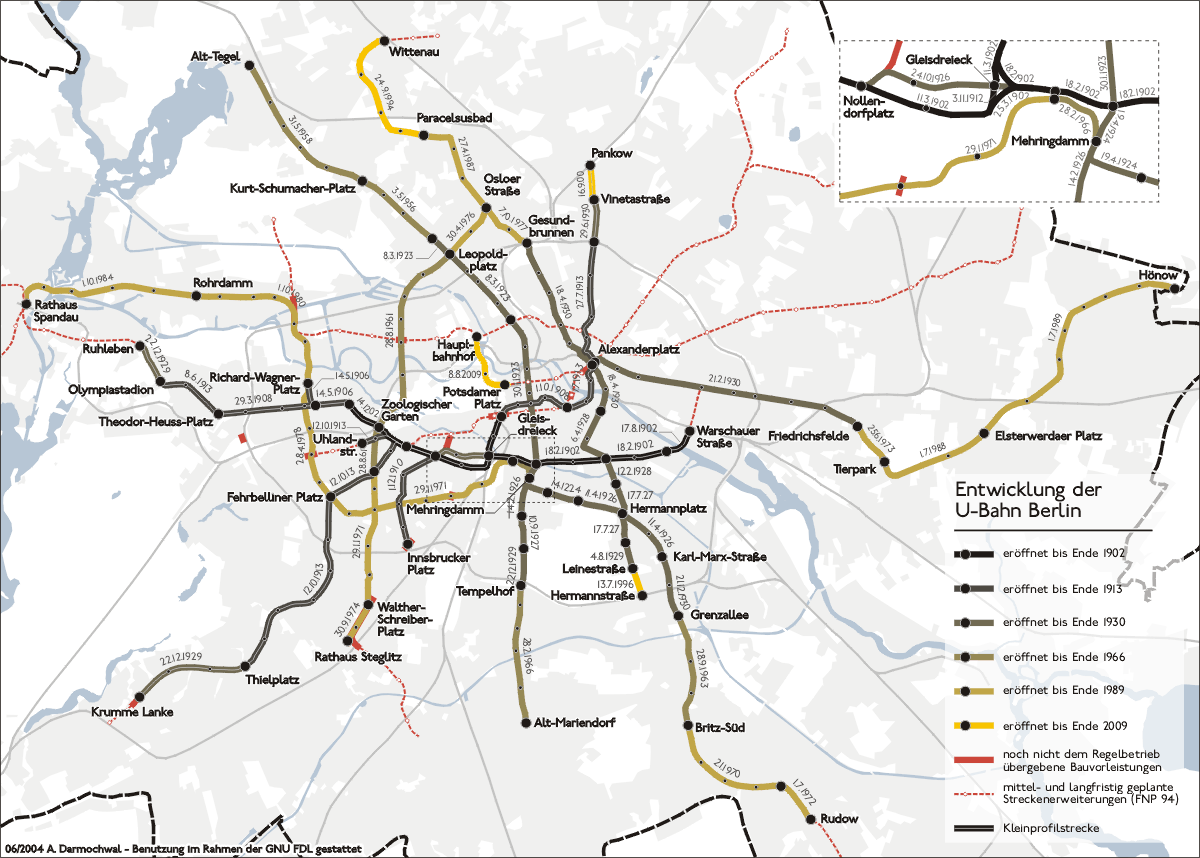
1902년 이후 노선의 개통 역사

베를린 U반의 건설 역사는 크게 세 단계로 나눌 수 있다.
1. 최초 개통부터 1913년까지: 소형 규격(독일어: Kleinprofil, 클라인프로필) 노선망 건설. 베를린, (당시 독립시였던) 샤를로텐부르크, 빌머스도르프, 달렘, 쇠네베르크 지역에 건설되었다. 소형 규격 노선은 노면 전차와 비슷한 차량 한계인 전폭 2.3 m 차량을 사용한다.
2. 1930년까지: 대형 규격(독일어: Großprofil, 그로스프로필) 노선망 건설. 바이마르 공화국 설립 이후 베를린 대확장이 일어나면서 이 시기에 편입된 시역으로 뻗어나갔다. 대형 규격 노선은 전폭 2.65 m 차량을 사용한다.
3. 1953년 이후: 제2차 세계대전 이후 동베를린과 서베를린의 노선망 발전 방향은 달랐고, 통일 이후에도 건설은 계속되었다.

베를린의 최초 지하 철도 노선은 1895년 건설된 AEG 공장을 지하로 잇는 철도 노선이다. 같은 시기에 지멘스 역시 터널 건설 기술을 개발했다.
19세기 말부터 베를린시에서는 시내 및 인접한 다른 도시간의 교통량 증가 문제 해결책을 연구하고 있었다. 베를린시에서는 지하 철도가 하수도를 손상시킬 것을 우려하여 이전 도시 성벽의 경로를 따른 고가 철도를 선호했다. 그러나 당시 독립시였던 샤를로텐부르크는 베를린과는 생각이 달랐기에 타우엔치엔 거리(Tauentzienstraße)를 따라서 고가 철도를 건설하려고 하지 않았다. 수년 간 협상이 이어졌고, 그 결과 1902년 2월 15일 베를린 대중 교통에 사용하는 최초의 지하 전기 철도 노선(슈탐슈트레케, Stammstrecke)이 개통했다. 오스트하펜역(폐역 직전 이름은 슈트랄라우어 토어역)부터 동물원역 사이를 잇는 노선으로, 포츠다머 플라츠역으로 도중 분기하는 지선이 같이 건설되었다. 당시 노선의 상당 부분은 고가 구간이었고, 당시에는 독립시였던 샤를로텐부르크까지 노선이 건설되었다. 역시 당시 독립시였던 쇠네베르크에도 일부 노선이 건설되었다. 지하 구간으로 건설된 부분은 현재의 포츠다머 플라츠역 및 샤를로텐부르크 시역에 건설된 비텐베르크플라츠역, 베를린 동물원역 및 크니역이었다. 1902년 8월 17일 동쪽인 바르샤우어 브뤼케역(Warschauer Brücke, 현 바르샤우어 슈트라세역), 같은 해 12월 14일 서쪽인 크니역(Knie, 현 에른스트로이터플라츠역)으로 연장되었다. 한편 쇠네베르크 시에서는 1910년 12월 1일에 독일 최초로 시에서 자금을 조달한 지하철도를 건설했다.
첫 노선 건설 이후에도 확장안은 계속 제안되고 있었다. 당시의 독립시였던 빌머스도르프, 쇠네베르크, 샤를로텐부르크 내에도 개별적인 노선을 건설할 계획이 있었으며, 남서부의 달렘(Dahlem), 서부의 도이체 슈타디온 및 역사적인 도심부를 이을 계획이 있었다. 수익성을 위하여 당시 부유했던 지역부터 노선을 건설하기 시작했다. 1920년 베를린 대확장 이후 베를린시에서는 시영 지하철 노선을 건설할 계획을 세웠다. 다양한 계층에 대중 교통을 공급할 수 있도록 시에서는 남북 노선을 건설하려고 했고, 기존의 노면전차 규격보다 더 큰 차량을 사용해서 수송량을 증대시키려고 했다.
1912년 12월 베를린 북부의 베딩과 남부의 템펠호프 및 노이쾰른을 잇는 노선인 노르트쥐트반(Nord-Süd-Bahn, 남북 철도) 건설을 시작했다. 당시의 베를린시는 지멘스의 영향력을 배제하고 노선을 공영으로 건설하기로 계획했다. 그러나 제1차 세계 대전과 뒤따르는 대공황과 초인플레이션으로 1919년까지 공사가 중단되었다. 1923년 1월 30일 할레셰스 토어역과 슈테틴역(Stettiner Bahnhof, 현 나투어쿤데무제움역 사이에 첫 번째 구간이 생겼고, 두 달 후에 제슈트라세역(Seestraße)까지 연장되었다. 자금 문제로 인해서 새로운 노선용 대형 전동차 대신 과거의 소형 전동차를 사용해야 했다. 차량 전폭이 달랐기 때문에 블루멘브레터(Blumenbretter, 꽃 냄비용 판)라고 불리는 발판을 장착해서 운행했다. 벨알리앙스슈트라세(Belle-Alliance-Straße), 지금의 메링담역 지선의 베를린 템펠호프역 남쪽 끝은 1929년 12월 22일에 개통했고, 1930년 12월 21일 그렌츠알레역 지선이 개통했다.
한편 AEG 역시 1912년에 알렉산더플라츠(Alexanderplatz)를 경유하는 게준트브루넨역(Gesundbrunnen)과 노이쾰른 간을 잇는 GN 철도(GN-Bahn) 건설을 시작했다. 노르트쥐트반과 같은 이유로 1919년에 건설이 중단되었다. 노선 건설 및 운영을 담당할 예정이었던 AEG의 자회사 AEG-Schnellbahn-AG가 청산되었고, 베를린시에서는 시 재정으로 공사를 재개하려고 했으나 노르트쥐트반 건설 때문에 1926년까지 공사를 다시 시작하지 못했다. 1단계 구간으로 보딘슈트라세역-쇤라인슈트라세역 간을 1927년 7월 17일에 개통했으며, 중간 지점의 헤르만플라츠역(Hermannplatz)은 베를린 최초의 대형 규격 노선간 환승역으로 개통했다. 건설 당시 목표했던 전 구간은 1930년 4월 18일에 개통했다.
1930년대에는 동쪽으로 나가는 새로운 지하철 노선인 알렉산더플라츠-프리드리히스펠데 구간이 개통되었다. 이 시기에 건설된 새로운 노선은 대형 규격으로 건설되었다.
나치당 집권 시기에는 나치 독일 국기가 전 역에 게양되었고, 당시의 라이히스칸츨러플라츠역은 아돌프히틀러플라츠역(오늘날의 테오도어호이스플라츠역), 쇤하우저 토어역은 호르스트베셀플라츠역(오늘날의 로자룩셈부르크플라츠역)으로 개명되었다. 알베르트 슈페어의 세계수도 게르마니아 계획에 새로운 지하철 노선 건설 계획이 포함되어 있었으나 이 계획에 따라 건설된 노선은 없었다.
제2차 세계 대전 중 자동차 사용이 감소하면서 지하철 이용이 급증했으며, 많은 지하역이 공습 대피소로 사용되었다. 그러나 연합군의 공습으로 인하여 지하철 노선망의 대부분이 손상 및 파괴되었다. 란트베어운하(Landwehrkanal) 아래에 있는 베를린 S반의 남북 터널을 폭파시키면서 생긴 침수 사고로 프리드리히슈트라세역의 지하철 터널도 같이 침수되었다. 지하철 노선은 전시에도 신속하게 수리되었지만 전쟁이 진행되면서 재건축이 더욱 어려워졌다. 결국 1945년 4월 25일 발전소가 파괴되어 전체 운영이 중단되었다. 나치 독일의 무조건적인 항복과 소련군의 진입으로 (베를린 공방전과 함께) 437곳의 손상 지점과 496개의 손상된 차량이 발생했다. 지하에서 144곳, 지상에서 33곳이 공격받았고, 베를린 U반에는 약 400명의 희생자가 있는 것으로 추정된다.
제2차 세계 대전 종전 이후 1945년 말까지 69.5 km의 선로와 93개의 역이 사용되었으며, 1950년에 피해 구간의 보수 공사가 완료되었다. 그러나 전쟁이 끝나고 동베를린과 서베를린이 분할되면서 위기와 변화가 다가오기 시작했다. 전쟁 이전 건설한 노선망은 동서베를린 전체를 아우르지만 서베를린 시민들은 점점 소련군 점령지를 피하기 시작했다. 1953년부터 동서베를린 간 경계를 지나다닐 때 차내에서 국경 통행에 관한 안내방송이 나오기 시작했다. 1953년 동독 폭동 사태가 발생한 6월 17일에는 동베를린 영토로 진입하는 노선이 일시 폐쇄되었다. 바로 다음 날 A선 및 C선 북역(Nordbahnhof)-프리드리히슈트라세역(Friedrichstraße) 구간 운행이 재개되었다.
1953년에서 1955년 사이에 수립된 200 km 계획은 향후 베를린의 지하철 노선망을 200 km까지 연장하는 자세한 계획이었다. 가장 높은 우선 순위를 가졌던 구간은 C선을 북쪽으로 알트테겔역 및 남쪽으로 알트마리엔도르프역까지 연장하는 것이었다. 테겔 방면 노선 연장은 1956년 5월 3일 쿠르트슈마허플라츠역, 1958년 5월 31일 쿠르트슈마허플라츠역-알트테겔역 구간이 완공되었다. 한편 동베를린을 우회하여 슈테글리츠, 베딩, 라이니켄도르프를 잇는 새로운 남북연결선인 G선이 계획되었다. G선의 1단계 구간으로 레오폴트플라츠역-슈피헤른슈트라세역이 개통되었고, 북쪽과 남쪽 연장 구간은 2단계 이후로 계획되었다. 원래 개통 예정은 1961년 9월 2일이었으나, 같은 해 8월 28일에 베를린 장벽의 건설 발표에 의해 1단계 구간을 조기 개통했다.
1961년 8월 13일 베를린 장벽 건설 이후 동서베를린이 명확하게 분리되면서 지하철 노선망에도 변화가 생겼다. 오늘날의 U2 노선은 동베를린과 서베를린 구간으로 나뉘었다. 남북간을 운행하는 오늘날의 U6 및 U8 노선은 계속 서베를린 열차가 운행했으나, 동베를린 내에 있었던 역은 모두 열차가 정차하지 않는 유령역이 되었다. 예외는 프리드리히슈트라세역 한 곳으로, 동베를린 국경 통과 지점 및 베를린 S반과의 환승역으로 사용되었다. 장벽 건설 이전까지 서베를린의 미테구 남북간 교통 수요를 대체하는 새로운 버스 노선이 운행하기 시작했다. 그리고 베를린 S반의 운영은 동서베를린 모두 동독 국영철도(Deutsche Reichsbahn)가 담당했기 때문에, 서베를린에도 상당 노선이 존재했던 S반 거부운동이 일어나기 시작했고 서베를린 시에서는 대체 수송 기능을 할 수 있는 지하철 노선 연장을 계속했다.
냉전 시기에는 서베를린의 지하철 노선망이 대폭 확대되었다. 장벽 건설 이후 운행이 제한되었던 U6, U8호선의 기능을 보강하는 새로운 남북연결선 U9호선이 개통되었다. U7호선도 남동부의 루도역(Rudow) 및 서부의 슈판다우 지역으로 연장되었다. U6호선 및 U8호선도 각각 남북 방향으로 연장되었다. 한편 동베를린에서는 대형 규격 E선(현재의 U5호선)을 동부 외곽 지역으로 계속 연장했다. 1973년 동베를린 동물원을 역세권으로 하는 티어파르크역이 개업했다. 1988/1989년에는 도시 동부의 신시가지를 따라 가는 E선의 회노역(Hönow) 연장 구간이 개통했다.
장벽 붕괴와 독일 재통일 시기에는 동서로 나뉘었던 노선망이 다시 하나로 합쳐지기 시작했다. 1989년 11월 9일부터 불안한 달이 지나자, 동독인들에 대한 여행 제한이 해제되었다. 이 소식을 접한 수만명의 동베를린 시민들은 국경 검문소로 몰려와 서베를린으로 여행하는 허가를 요청했다. 분단 시기 유령역이었던 역의 영업이 다시 시작되었다. 야노비츠브뤼케역이 이틀 후 다시 환승역으로 영업을 재개했다. U8의 다른 역인 로젠탈러 플라츠역 및 베르나우어 슈트라세역도 뒤이어 영업을 다시 시작했다. 1990년 7월 1일까지 모든 국경 통제가 없어졌다. 1990년대에는 제2차 세계 대전 중 베를린 공방전으로 인한 전투 피해로 인해 동부 지역의 일부 역에서 입구에 총알이 박힌 타일이 발견되어 2004년 12월 21일까지 제거되었다. 재통일 이후 노선 연장은 S반과의 추가 환승역 건설 및 1930년대부터 계획되고 있었던 U5 노선의 도심부 연장 공사였다. 2009년 8월 8일 베를린 중앙역-브란덴부르크 문역을 잇는 U55호선의 영업이 시작되었다. 기존 U5와 접속되는 브란덴부르거 토어역-알렉산더플라츠역 간을 잇는 공사는 2020년 12월 4일에 개통하여 U55호선은 U5호선에 편입되었다.

## 노선

2018년 기준 지하철 노선도

베를린 U반 개통 초기에는 지선 운행 계통에 별도의 명칭을 부여하지 않았고 알파벳으로 운행 계통을 구분했다. 전쟁 이후 서베를린에서는 운행 계통을 조정하여 겹치는 구간을 최소화했고 숫자로 운행 계통을 구분했다. 동베를린에서는 한동안 전쟁 이전의 알파벳 운행 계통 구분을 사용하다가 통일 이후 서베를린의 체계를 따르게 되었다. 여러 노선의 운행 계통이 겹치는 구간은 비텐베르크플라츠-바르샤우어 슈트라세역 구간으로 U1과 U3이 같은 노선을 운행한다.
첨두시(RH) 배차 간격은 4분/5분, 평상시(NH) 배차 간격은 5분/10분이다. 2003년부터 금요일, 토요일에는 15분 간격 야간 열차 운행을 U4, U55 제외 전 노선에서 시작했다. 평일 밤에는 지하철 노선을 따라서 30분 간격으로 야간 버스가 운행한다.
베를린 U반은 9개 노선이 운영되고 있다.
| 노선 | 경로                                      | 규격 | 개통 시기 | 길이      | 역 개수 | 노선색   |
| ---- | ----------------------------------------- | ---- | --------- | --------- | ------- | -------- |
| U1   | 울란트슈트라세 – 바르샤우어 슈트라세      | 소형 | 1902–1926 | 8.814 km  | 13      | RAL 6018 |
| U2   | 팡코 – 룰레벤                             | 소형 | 1902–2000 | 20.716 km | 29      | RAL 2002 |
| U3   | 바르샤우어 슈트라세 – 크루메 랑케         | 소형 | 1913–1929 | 18.9 km   | 24      | RAL 6016 |
| U4   | 놀렌도르프플라츠 – 인스브루커 플라츠      | 소형 | 1910      | 2.864 km  | 5       | RAL 1023 |
| U5   | 베를린 중앙역 – 회노                      | 대형 | 1930–2020 | 22.1 km   | 26      | RAL 8007 |
| U6   | 알트테겔 – 알트마리엔도르프               | 대형 | 1923–1966 | 19.888 km | 29      | RAL 4005 |
| U7   | 라트하우스 슈판다우 – 루도                | 대형 | 1924–1984 | 31.760 km | 40      | RAL 5012 |
| U8   | 비테나우 – 베를린 헤르만슈트라세          | 대형 | 1927–1996 | 18.042 km | 24      | RAL 5010 |
| U9   | 라트하우스 슈테글리츠 – 오슬로어 슈트라세 | 대형 | 1961–1976 | 12.523 km | 18      | RAL 2003 |

현행 노선 체계는 서베를린 BVG에서 1966년 3월 1일에 도입한 것이다. 당시의 소형 규격 노선은 간선이었던 B선과 AI선은 1호선, AII선은 2호선, BII선은 3호선, BI선은 4호선, AIII선은 5호선으로 변경되었다. 대형 규격 노선은 C선과 CII은 6호선, CI선은 7호선, D선은 8호선, G선은 9호선으로 변경되었다. 1984년 BVG에서 서베를린 S반 운행을 담당하게 되면서 S반 노선의 "S"와 구분하기 위해서 "U"를 노선 앞에 추가로 붙였다. 예를 들어 1호선은 U1호선이 되었다. 1966년 당시의 5호선은 도이체 오퍼역과 리하르트바그너플라츠역을 잇는 셔틀 노선이었으며, 해당 구간은 7호선의 연장 구간에 편입되면서 대형 규격으로 재건축하기 위해 1970년에 영업을 중지했다. 결번이 된 5호선은 당시 동베를린 영토에 완전히 포함되어 있었던 E선에 사용할 예비 번호로 남겨 두었다. 동베를린 BVB는 A선의 동부 구간과 E선의 전부를 관리했다.
1993년부터 2003년까지 운행했던 U12 운행 계통은 야간 열차 전용이었다. U2의 서부 구간과 U1의 동부 구간이 합쳐진 형태였다. 노선 공사나 대형 행사가 있을 때 임시 운행 계통으로 부활하는 경우가 있다. 마지막으로 운행 계통이 운행했던 시기는 2015년이다.
운행 승객수가 가장 많은 노선은 대형 규격 노선인 U7, U9, U6호선 순이다. 소형 규격 노선 중에서는 U2호선의 승객이 가장 많으며, U4호선은 승객 수가 매우 적다.

## 차량

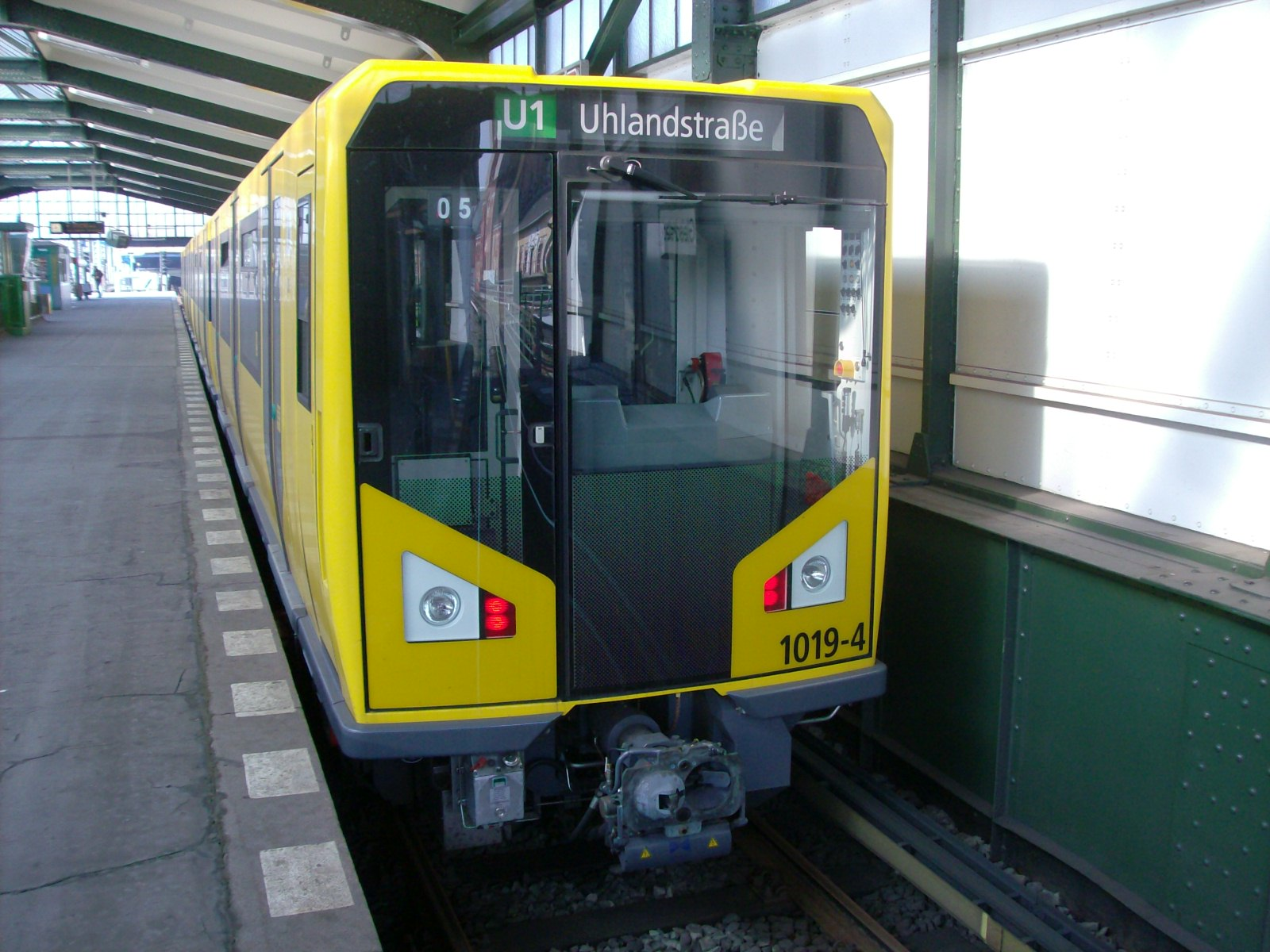
2005년에 도입한 HK형 지하철 차량

베를린 U반은 전 구간 표준궤(1,435 mm (4 ft 8 1⁄2 in))로 건설되었으며, 직류 750V 제3궤조 급전을 사용한다. 소형 규격 열차는 노면 전차의 차량 한계를 기반으로 하며, 전폭 2.30 m, 급전 궤도는 양극이고 대지는 음극이다. 제1차 세계 대전 이후에 건설된 노선은 편성장을 늘이는 대신 열차의 전폭을 넓혀서 승객 수송량을 증대시켰다. 대형 규격 열차는 전폭 2.65 m, 급전 궤도는 음극이고 대지는 양극이다. 대한민국의 도시 철도에서 운행하는 대형과 중형 전동차의 차이와 유사하다.
근본적으로 대형 규격과 소형 규격 차량은 호환되지 않지만, 소형 규격 차량의 급전 장치를 개조하고 승강장과 열차 사이의 간격을 메워 대형 규격 노선에서 운행했던 적이 있었다. 1923년부터 1927년까지 노르트쥐트반(현재의 U6)에는 AI 차량을 개조한 AI K 차량이 운행했다. 제2차 세계 대전 이후 동베를린에 있었던 지하철 차량이 상당 부분 모스크바 지하철에 전쟁 배상으로 징발되었기 때문에 1945년부터 1968년까지 AI K 차량이 E선(현재의 U5)에서 운행했다. 한편 2017년부터 U5호선에 IK 차량이 운행하기 시작했다. IK 차량을 구매할 때 극성 전환을 통해서 대형 규격에서 운행할 수 있는 옵션을 행사할 수 있었고, 비슷한 시기에 F형 차량 중 일부가 차체 부식 문제로 인하여 더 이상 운행할 수 없었기 때문에 IK 차량을 대형 규격 노선에서 운행하기 시작했다.
소형 규격 차량은 U1, U2, U3, U4 노선에서 운행하고, 대형 규격 차량은 U5, U6, U7, U8, U9 노선에서 운행한다.

### 소형 규격

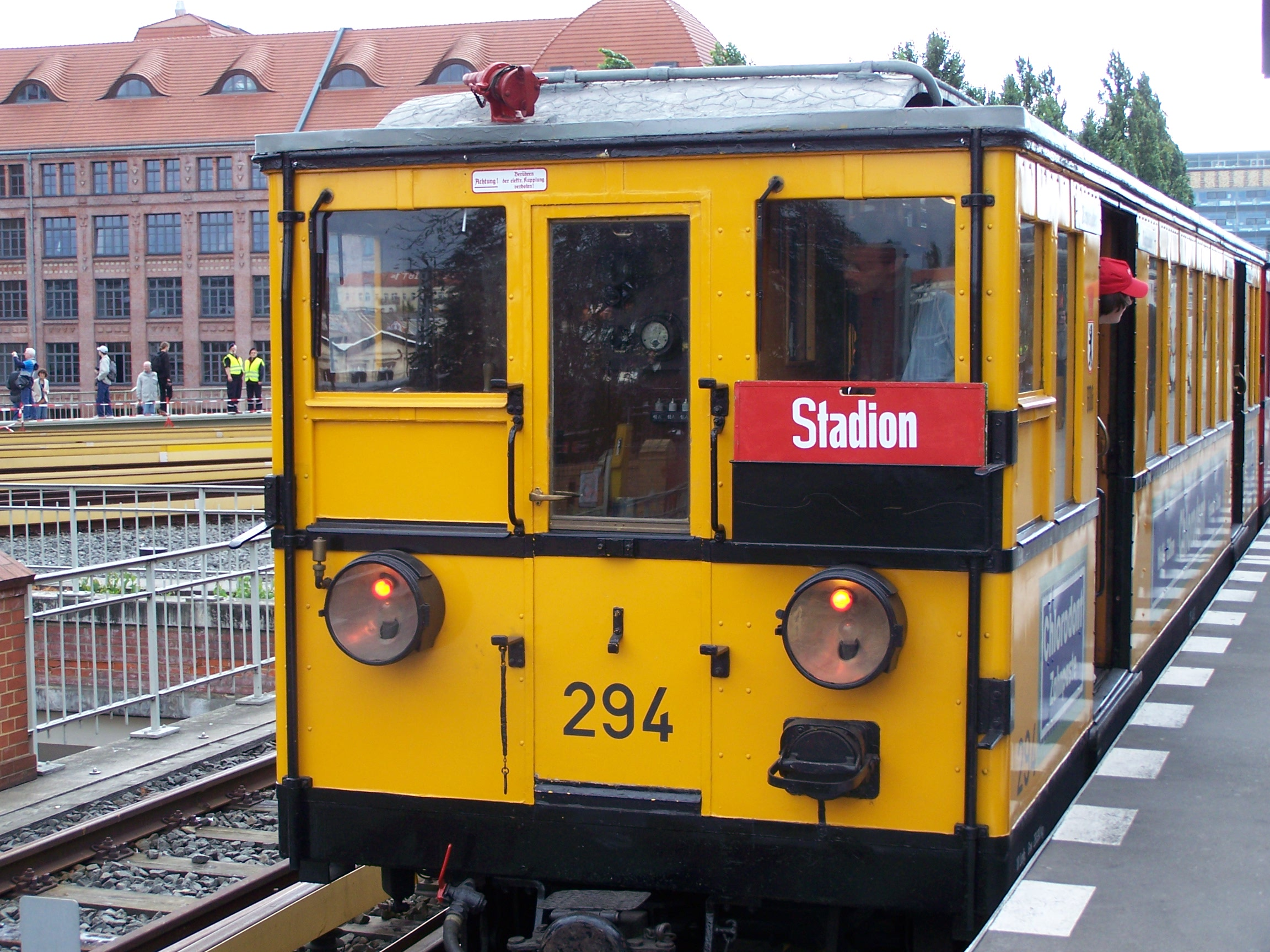
베를린 U반에서 처음 사용된 AI형 열차

소형 규격(Kleinprofil, 클라인프로필) 열차는 전폭 2.30 m, 전고 3.10 m이다. 지하철 최초 건설 당시 바르샤우어 브뤼케 기지에는 철도차량 생산 기능도 있었고, 최초로 제작된 열차는 동력차 42량, 무동력 객차 21량이었다. 실험용 차량과는 다르게 롱시트를 장착했다. 1927년까지 지하철 열차에는 흡연실과 3등석 객차가 있었다. 1928년 개선형 AII 차량이 생산되었다. 세 개의 창문과 두 개의 미닫이 출입문만으로 구별되었다.
도시 분단 후 서베를린은 동베를린보다 지하철 열차를 더 빨리 대차했다. 1960년에 도입된 A3형은 대형 규격 D형 전동차를 기술적인 기반으로 했다. 개선형인 A3L, A3L 84, A3L 92 열차는 DL, F형 전동차를 기술적인 기반으로 한다. 동베를린에서는 전쟁 이전에 사용했던 AI 및 AII 전동차를 계속 사용했다. 한편 1974년 신형 소형 규격 전동차인 G형 전동차가 시험 운행을 시작했고, 양산형인 GI 전동차가 1975년부터 생산되면서 AI 및 AII 전동차가 운행을 점차 중단하기 시작했다. 1988년에 GI 전동차의 개선형인 GI/1 전동차가 출고되기 시작하면서 AI 및 AII 전동차가 동베를린에서 완전히 퇴역했다. GI/1 전동차는 GI 전동차와 전기적으로 호환되지 않는다.
재통일 이후 생산된 A3형 전동차의 최후기형인 A3L 92는 교류 유도전동기를 사용하는 최초의 소형 규격 열차이다. 그리고 초기형 A3 전동차가 A3L 92 사양에 준하는 개수를 거쳐서 A3E로 운행하고 있다. 한편 소형 규격 전동차 운행 노선이었던 U2호선의 동서간 운행이 다시 시작되면서 필요한 편성 수에 비해서 보유하고 있는 편성 수가 많아져서, 초기형 GI 전동차는 전부 평양 지하철도로 수출되었다. 베를린에 남은 GI/1 전동차는 추가 개량을 거쳐서 GI/1E로 운행하고 있다. GI/1E 개수 공사를 거치면서 기존의 2량 1편성이었던 GI/1 전동차 2편성을 영구 연결하여 4량 1편성을 기본 단위로 운행한다.
완전한 새로운 차량은 2000년부터 생산이 시작된 H형 전동차의 소형 규격 파생형인 HK형 전동차이다. 계획상 이름은 A4였으나 기존 A/A3 전동차와 기술적인 차이가 컸기 때문에 새로운 형식명을 부여받았다. HK형 전동차는 4량 1편성으로, 편성 내 이동이 완전히 자유롭다. 운행 중인 A3L71 전동차를 대차하기 위해 2012년에 IK형 전동차를 새로 발주했다. 2015년에 2편성이 시험 운행을 시작했으며, 양산형 차량은 2018년부터 운행하기 시작했다. 회생 제동 기능이 있어서 제동 에너지의 최대 20%까지 회수할 수 있다.
2019년 기준 A3 열차는 평상시에 3/4편성(총 6/8량)을 병결 운행하며, GI/1E, HK, IK 열차는 평상시에 2편성(8량)을 병결 운행한다. U4호선은 저조한 수요로 인해서 A3 열차 1편성(총 2량)을 운행한다.
| 소형 규격 열차 유형 | 소형 규격 열차 유형 | 소형 규격 열차 유형 | 소형 규격 열차 유형 | 소형 규격 열차 유형 | 소형 규격 열차 유형 | 소형 규격 열차 유형 | 소형 규격 열차 유형 | 소형 규격 열차 유형 | 소형 규격 열차 유형 | 소형 규격 열차 유형 |
| ------------------- | ------------------- | ------------------- | ------------------- | ------------------- | ------------------- | ------------------- | ------------------- | ------------------- | ------------------- | ------------------- |
| 1901–1945           | 1901–1945           |                     | 서베를린 1945–1990  | 서베를린 1945–1990  |                     | 동베를린 1945–1990  | 동베를린 1945–1990  |                     | 1990—               | 1990—               |
| 1901–1904           | AI                  | 1960–1961           | A3 60               | 1974                | G                   | 1993–1995           | A3L92               |                     |                     |                     |
| 1906–1913           | AI                  | 1964                | A3 64               | 1978–1983           | GI                  | 1999-2006           | HK                  |                     |                     |                     |
| 1924–1926           | AI                  | 1966                | A3 66               | 1983                | GII                 | 2015                | IK 15               |                     |                     |                     |
| 1928–1929           | AII                 | 1966                | A3L66               | 1986–1989           | GI/1                | 2017-               | IK 17, 18, 19       |                     |                     |                     |
|                     |                     | 1967–1968           | A3L67               |                     |                     |                     |                     |                     |                     |                     |
|                     |                     | 1972–1973           | A3L71               |                     |                     |                     |                     |                     |                     |                     |
|                     |                     | 1982–1983           | A3L82               |                     |                     |                     |                     |                     |                     |                     |

### 대형 규격
대형 규격(Großprofil, 그로스프로필) 열차는 전폭 2.65 m, 전고 3.40 m이다. 노르트쥐트반이 최초로 개업했을 때에는 소형 규격 열차를 개조해서 사용했으나, 1924년부터 대형 규격용 최초 차량인 BI 전동차(Tunneleulen, 터널 올빼미)가 운행하기 시작했다. 1량의 전장은 13.15 m였고 수동식 미닫이문이 한 쪽에 3개씩 장착되어 있었다. 전면부에는 관통문과 타원형 창문이 있다. 개수된 BII 전동차는 1927년부터 운행을 시작했다. B 전동차에서 전장이 18 m로 더 길어진 C 전동차는 1926년에 최초 양산형인 CI가 운행을 시작했다. CIV 전동차에서는 알루미늄 차체를 최초로 사용했다. C 전동차는 제2차 세계대전의 전쟁배상으로 소련에 징발되어 모스크바 지하철에서 사용되었다.
분단 이후 서베를린에서 새로 도입한 D 전동차는 1957년부터 운행을 시작했으며, 강철제 차체를 사용했기 때문에 매우 무거웠다. 1965년부터 운행을 시작한 DL 전동차는 알루미늄 차체를 사용하여 무게가 26% 감소했다. 한편 동베를린에서는 새로운 E 전동차를 개발하고 있었으나, 서베를린 S반 보이콧으로 인하여 S반 차량이 남아돌게 되자, S반에서 사용했던 ET 168 전동차를 도시철도용으로 개수하여 EIII 열차로 투입했다. EIII 열차가 투입되면서 동베를린 E선을 운행하고 있었던 개조된 소형 열차가 다시 A선으로 돌아갔다. 서베를린 D 전동차의 후속작인 F 전동차가 1973년부터 운행을 시작했다. B, C, D 전동차에 장착했던 롱시트 대신 크로스시트를 장착했다. 1979년 제작된 F79 전동차부터는 3상 교류 전동기를 사용하기 시작했다. 1980년대 후반 E선의 동부 연장으로 인하여 동베를린 BVB에 새로운 차량이 필요했기 때문에 서베를린 BVG는 당시에 폐차 예정이었던 D 전동차를 동베를린으로 매각했다.
통일 이후 운행의 비효율성으로 인하여 EIII 열차의 운행을 중단했다. 이와 함께 F 전동차의 후속작으로 H 전동차를 제작했다. 1995년 시제차가 운행을 시작했고 1997년부터 2002년까지 양산형 차량이 운행을 시작했다. F 전동차의 크로스시트에서 다시 롱시트로 되돌아갔고, 6량 1편성 전체가 차내에서 연결되어 있다. 이와 함께 D 전동차의 퇴역도 진행되었고, 일부 편성만 남겨 놓고 평양 지하철도로 매각되었다. 한편 통일 이후 대형 규격 노선의 수요가 증대했으나 2002년 이후 신규 차량 도입이 더 이상 없었다. 대형 노선의 차량 부족 현상은 2018년에 F79 전동차에서 발견된 차체 부식 및 균열 문제로 더 심해졌다. 문제를 해결하기 위해서 보존 상태로 남아 있었던 D 전동차 총 3편성을 개수하여 2018년부터 평상시 승객 수요가 저조한 U55호선에 다시 운행하기 시작했으며, 기존에 운행했던 F 전동차를 다른 노선으로 이동시켰다. 추가적으로 원래는 소형 노선에 도입되었어야 하는 IK형 전동차 중 일부에 극성 전환 장치를 장착하여 대형 노선에서 운행하기 시작했다.
2019년 현재 평상시에 F형 전동차는 2/3편성(총 4/6량)을 병결 운행하며, H형 전동차는 단일 편성이 6량이므로 별도의 병결 운행이 없다. IK형 전동차는 승강장 길이 문제로 U5호선에서만 2편성 병결 운행한다.
| 대형 규격 열차 유형 | 대형 규격 열차 유형 | 대형 규격 열차 유형 | 대형 규격 열차 유형 | 대형 규격 열차 유형 | 대형 규격 열차 유형 | 대형 규격 열차 유형 | 대형 규격 열차 유형 | 대형 규격 열차 유형 | 대형 규격 열차 유형 | 대형 규격 열차 유형 |
| ------------------- | ------------------- | ------------------- | ------------------- | ------------------- | ------------------- | ------------------- | ------------------- | ------------------- | ------------------- | ------------------- |
| 1901–1945           | 1901–1945           |                     | 서베를린 1945–1990  | 서베를린 1945–1990  |                     | 동베를린 1945–1990  | 동베를린 1945–1990  |                     | 1990—               | 1990—               |
| 1923–1927           | A-IK                | 1955–1965           | D                   | 1956–1957           | E-I                 | 1990–1991           | F90                 |                     |                     |                     |
| 1945–1968           | A-IK                | 1965–1966           | DL65                | 1962–1990           | E-III               | 1992–1993           | F92                 |                     |                     |                     |
| 1924–1928           | B-I                 | 1968–1970           | DL68                |                     |                     | 1994–1995           | H95                 |                     |                     |                     |
| 1926–1927           | C-I                 | 1970–1973           | DL70                |                     |                     | 1998–1999           | H98                 |                     |                     |                     |
| 1927–1929           | B-II                | 1973–1975           | F74                 |                     |                     | 2000–2002           | H01                 |                     |                     |                     |
| 1929                | C-II                | 1976–1978           | F76                 |                     |                     |                     |                     |                     |                     |                     |
| 1930                | C-III               | 1979–1981           | F79                 |                     |                     |                     |                     |                     |                     |                     |
| 1930–1931           | C-IV                | 1984–1985           | F84                 |                     |                     |                     |                     |                     |                     |                     |
|                     |                     | 1987–1988           | F87                 |                     |                     |                     |                     |                     |                     |                     |

## 운행 관리

### 차량 기지
베를린 U반의 차량 기지는 "주 작업장"(독일어: Hauptwerkstätten, 약칭 Hw)과 "보조 작업장"(독일어: Betriebswerkstätten, 약칭 Bw)의 두 가지 등급으로 구분된다. 보조 작업장(Bw)에서는 창 교체나 낙서 제거와 같은 간단한 수리만 할 수 있으며, 주 작업장(Hw)에서는 주기적인 열차 검수를 할 수 있다. 열차와 대차간 분리 작업은 Hw에서만 가능하다.

#### Bw 그루네발트

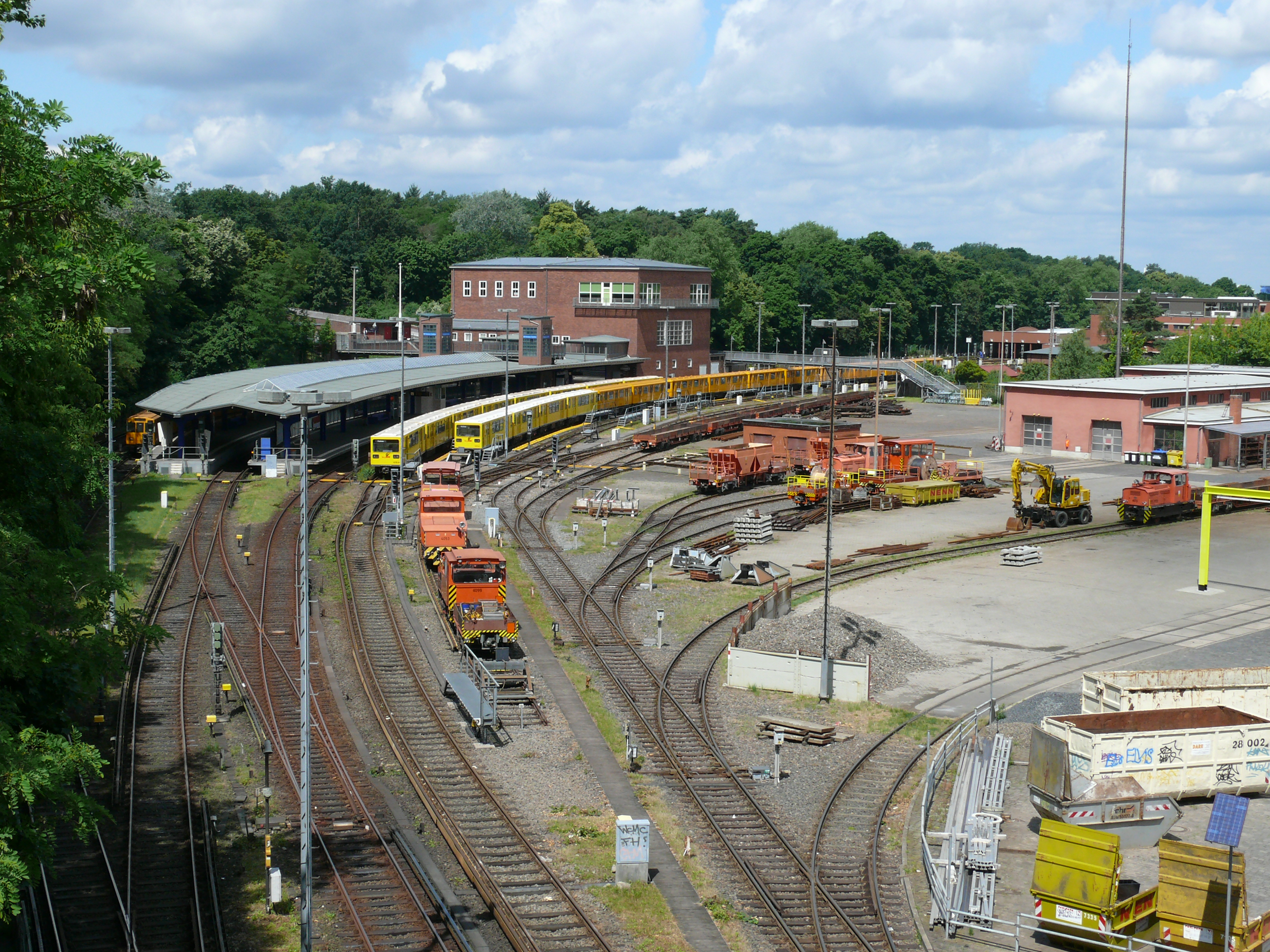
그루네발트 기지의 일부

그루네발트 기지는 소형 규격 차량을 관할하는 경검수 기지이며, 중검수는 Hw 제슈트라세에서 받는다. 1913년 1월 21일에 개업했으며, 올림피아슈타디온역에 인접해 있다. 1913년 첫 번째 차고가 건설되었고, 1924/1925년 두 번째 차고, 1926년 세 번째 차고, 1927년 네 번째 차고가 건설되었다. 제2차 세계 대전 중 베를린 공습으로 인해서 1943년 9월 3일에 대부분 시설이 전소되었다. 전소된 부분은 1950년에 복구되었다. 줄여서 부를 때에는 "Bw Gru"라고도 이야기한다. 그루네발트 기지에는 BVG 직업 훈련원(Ausbildungszentrum)이 있어서 기관사 및 선로 공사 작업을 교육한다. 이 기지에서 관리하는 선로는 U1, U2, U3, U4, U5, U7호선(라트하우스 슈판다우-리하르트바그너플라츠)이다.
2013년 10월 25개월간의 공사를 통해서 제 4호 차고 대체 공사를 완공했다. 이를 통해서 4곳에서 동시에 차량 관리 작업을 진행할 수 있게 되었으며, 세척 및 낙서 제거선, 업무용 시설이 건설되었다. 1950년대에 건설된 제 3호 차고 역시 같이 보수 공사가 진행되었다.

#### Hw 제슈트라세

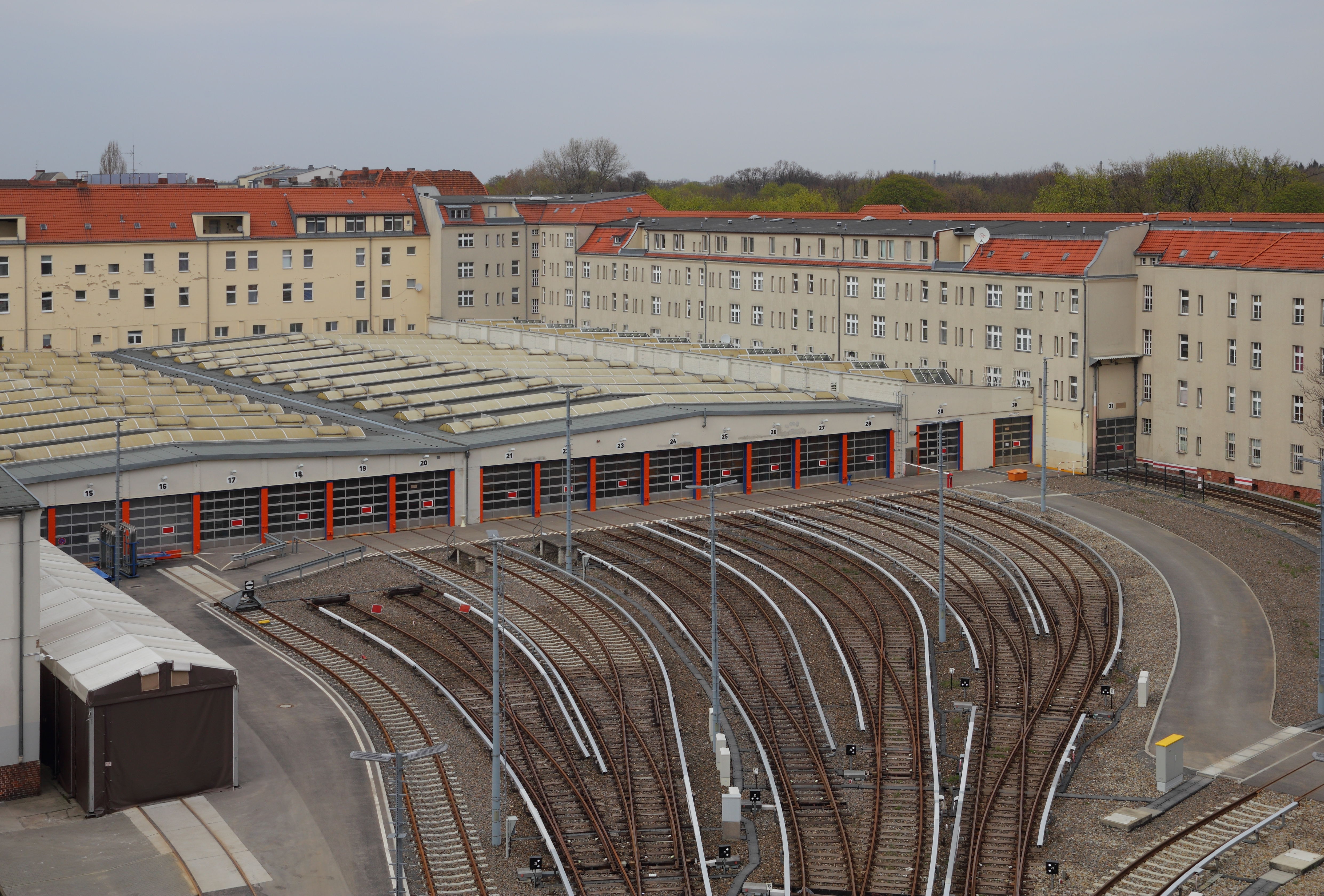
제슈트라세 기지

제슈트라세 기지는 1923년에 개업한 최초의 대형 규격용 차량 기지이다. C선(오늘날의 U6호선)을 건설하면서 대형 규격용 차량 기지를 별도로 건설했다. 제슈트라세역 북쪽에 있으며, 차량 기지 연결선은 복선 터널로 구성되어 있다. 기지의 통로는 총 4개가 있었고, 복선 인입선, 20개의 검수선(이 중 16개는 2개의 선로군으로 나뉨) 및 사무실이 있었다.
모든 대형 규격 차량이 한 때 이 곳에서 관리를 받았다. 제2차 세계 대전 당시 베를린 공습으로 인해서 1944년 9월 22일 대부분의 건물이 전소되었고, 1950/1951년에 복구되었다.
1990년대에 차량 기지 계획을 재정립하면서 일부 구역이 재건축 및 철거되었다. 2007년부터 그루네발트 기지가 담당했던 소형 규격 차량의 중검수 기능이 이 곳으로 이전되었다. 현재는 모든 소형 및 대형 규격 차량의 중검수를 여기에서 실시한다. 차량 기지의 일부 구역은 쇼핑 센터로 재건축되었다. 주박 기능은 브리츠쥐트 기지(U7) 및 프리드리히스펠데 기지(U5)에서 분담하고 있다. 총 17개의 선로가 있으며, 2선은 중검수, 15선은 경검수용 선로이다. 줄여서 부를 때에는 "Hw See"라고 부른다.

#### Bw 프리드리히스펠데
프리드리히스펠데(Friedrichsfelde, Bw Fri)와 브리츠쥐트(Britz-Süd, Bw Britz)의 두 곳에는 그로스프로필 열차용 서비스 작업장이 있다.

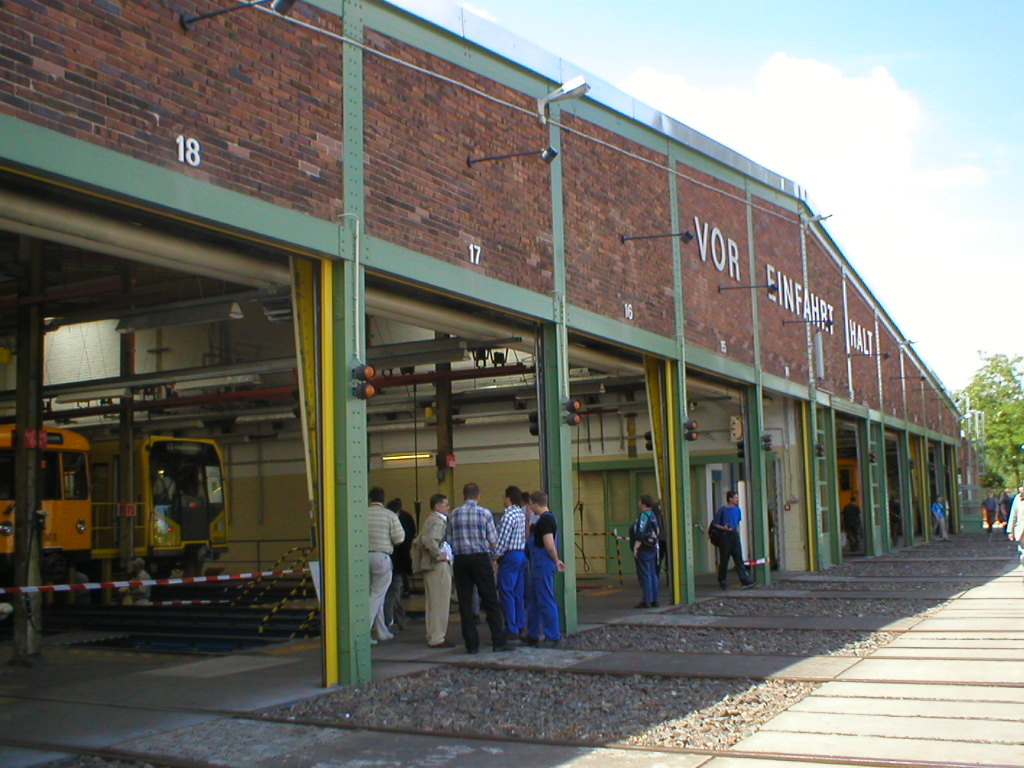
프리드리히스펠데 기지의 2호 차고, 2004년

E선(오늘날의 U5호선) 건설 공사와 함께 1927년부터 1930년까지 프리드리히스펠데 기지(Bw Fi)를 건설했다. 1930년에 개업한 프리드리히스펠데역과 1973년에 개업한 티어파르크역 사이에 있다. 1930년에 완공한 1호와 2호 차고는 당시의 최신 시설을 갖추고 있었다. 프리드리히스펠데역 남쪽에 인입선이 있었다. 1960년대 말에 티어파르크역을 건설하면서 인입선 구조를 변경했다.
동베를린 시기에는 동베를린 영토 내에 소형 규격 차량용 기지가 없었기 때문에 A선의 소형 규격 차량도 여기에서 관리를 받았다. 클로스터슈트라세역과 바이젠투넬(Waisentunnel) 사이의 연결선에는 급전 궤도가 설치되어 있지 않았고 소형 규격과 대형 규격의 급전 방식이 달랐기 때문에, 과거 사용한 소형 규격 차량을 개조하여 대형 규격 차량용 제3궤조 집전 장치를 장착한 별도의 급전차를 운행했다. 1993년 이후 포츠담 광장역-글라이스드라이에크역 사이가 다시 연결되면서 더 이상 소형 규격 차량을 여기에서 관리할 필요가 없어졌다.
2012년부터 2015년 10월까지 개보수 공사 때문에 차량 기지 사용이 제한되었다. 프리드리히스펠데 기지에서는 U5, U8, U9호선의 관리를 맡고 있다. U55호선 공사 때문에 알렉산더플라츠역 주변 연결선으로 더 이상 차량이 지나다닐 수 없게 되어서 U8, U9호선의 차량 관리가 임시로 브리츠쥐트 기지로 이관되었다.

#### Bw 브리츠쥐트

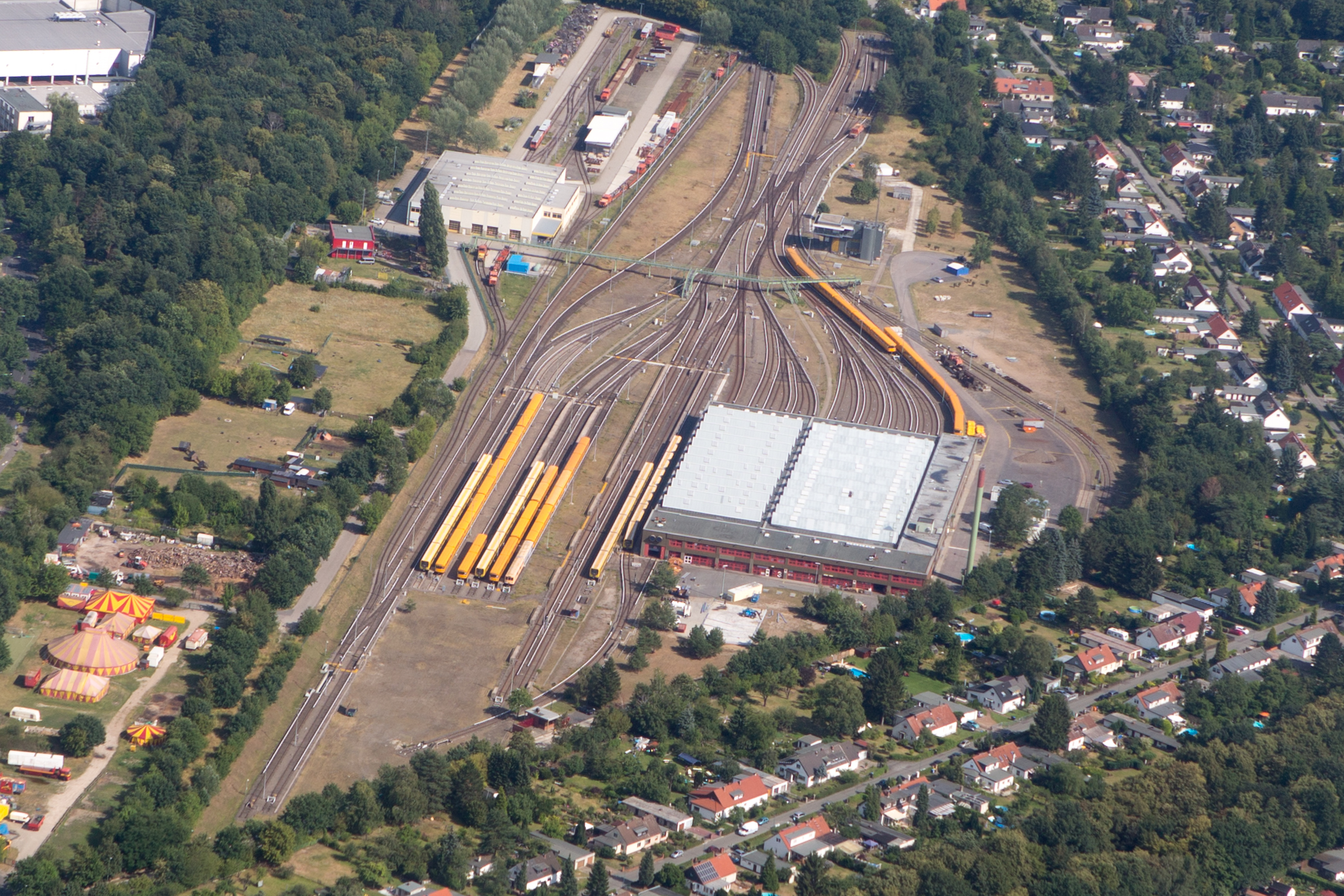
브리츠쥐트 기지

서베를린 시기에 새로운 대형 규격 노선이 계속 개업하기 시작하면서 새로운 기지 수요가 발생했다. U7호선을 루도역으로 연장하면서 기지 수요가 늘어나서 1969년부터 1971년 사이에 기지를 건설했다. 여러 단계로 기지를 확장할 것을 염두에 두고 100.000 m² 면적의 토지를 구입해 두었다. 1988년 당초 계획했던 규모의 기지 확장이 완공되었다. 현재 베를린 U반 기지 중 최신 시설을 보유하고 있다. 줄여서 "Bw Britz"라고 부른다. 브리츠쥐트 기지에는 선로 관리 기능이 있으며, U6, U7(리하르트바그너플라츠-루도), U8, U9호선의 선로를 관리한다.

#### 기타

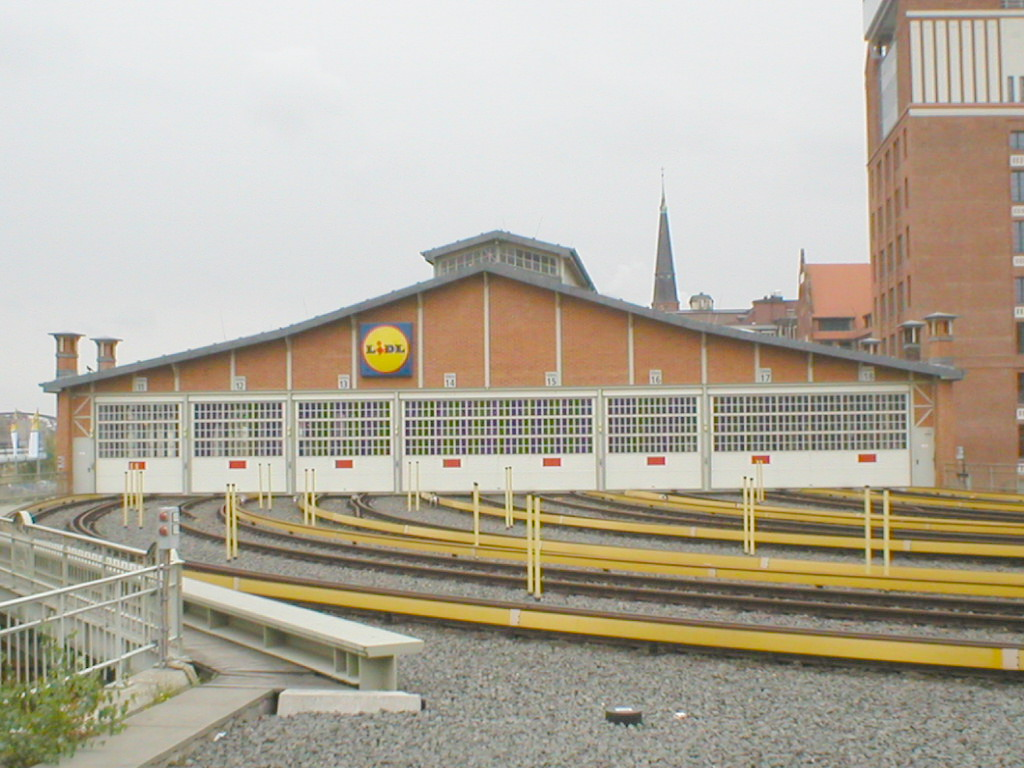
바르샤우어 슈트라세역 옆 주박 기지

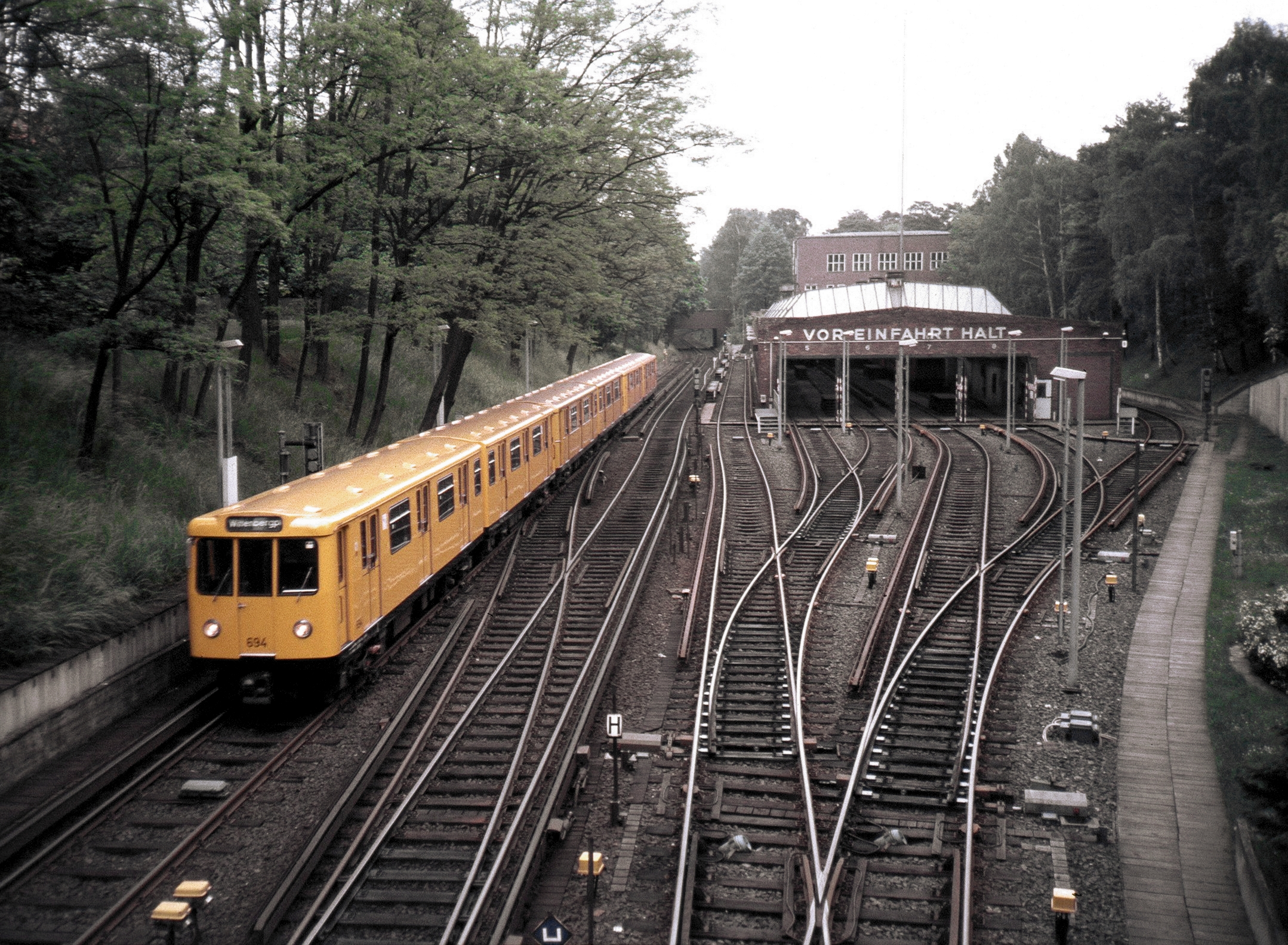
크루메 란케 기지와 A3L 차량, 1987년

베를린 U반 최초의 차량 기지는 1901년 완공된 바르샤우어 브뤼케(Warschauer Brücke)역 옆에 있는 기지다. 길이 106 m, 폭 16.5 m 공간에 검수선이 4개 설치되어 있고, 총 32량이 들어갈 수 있다. 지표면과 연결되는 엘리베이터 시설이 설치되었다. 당시 운행했던 노면 전차 노선도 이 기지를 임시로 사용했으나, 1909년에 더 이상 기지를 사용할 필요가 없어졌다. 이후 노면 전차 운행은 역 앞에 있는 회차선을 통한 되돌림 운행으로 변경되었다. 지하철 노선이 동서베를린으로 분단되면서 1961년 8월 13일 바르샤우어 브뤼케역이 유령역이 되었고, 기지 역시 더 이상 사용할 수 없었다. 1995년 바르샤우어 브뤼케역이 영업을 다시 시작하면서 한동안 버려졌던 기지는 주박용으로 다시 사용하기 시작했다. 검수 업무는 1961년 8월부터 그루네발트 기지로 완전히 이전했다.
1920년까지 독립시였던 쇠네베르크시에서는 놀렌도르프플라츠역-인스브루커플라츠역 간을 이었던 지하철 노선을 남쪽으로 더 연장하기 위해서 자체적인 기지를 건설했다. 터널 내에 인상선 3선을 설치해 두었고 이 중 1선은 자체적인 기지로 가는 노선이었다. 쇠네베르크에 있었던 작은 기지는 1926년 놀렌도르프플라츠역이 환승역으로 개업하여 더 이상 필요가 없어졌고 1932년에 폐쇄되었다.
U3호선 남쪽 종점인 크루메 란케역 근처에도 기지가 있었다. 현재 U3의 전신인 빌머스도르프-달렘 철도가 건설되면서 기지가 필요했기 때문에 틸플라츠역에 있었던 임시 기지를 대체하기 위해서 1929년 12월 22일에 개업했다. 8량 편성 열차를 최대 4편성 보관할 수 있는 유치선과 일상 검수용 시설이 설치되어 있었다. 기지 외부에는 전차대가 설치되어 있었으나 2차 세계 대전 이후 새로운 A3과 A3L 차량이 도입되면서 방향을 전환할 필요가 없어져서 더 이상 사용하지 않게 되었다. 비용 절감과 새로운 차량의 검수 주기 증가로 인하여 모든 소형 규격 차량을 그루네발트 기지에서 관리할 수 있게 되어서 기지를 폐쇄했다. 현재에도 기지 시설물은 U3호선에서 볼 수 있으나 더 이상 운행 및 주박에 사용하지 않는다.
동베를린 BVB는 1949년 서베를린 BVG와 조직이 분리된 이후 더 이상 서베를린 BVG 기지에서 검수를 받을 수 없었으므로, 베를린 S반 기지로 사용되었던 쇠네바이데 조차장에서 지하철 차량의 검수도 같이 맡게 되었다. E선의 동부 연장 구간이 건설되기 이전에는 간선 철도망과 연결되어 있지 않았기 때문에 프리드리히스펠데 차량 기지에서 트레일러를 사용해서 쇠네바이데 조차장까지 운송해야 했다. 소형 규격 차량의 경검수는 로자룩셈부르크플라츠역 인상선에 임시 기지를 설치하여 해결했다. 독일 재통일 이후 포츠담 광장역과 글라이스드라이에크역 사이 구간 운행이 복원되면서 임시 기지는 다시 폐쇄되었다.

### 관제

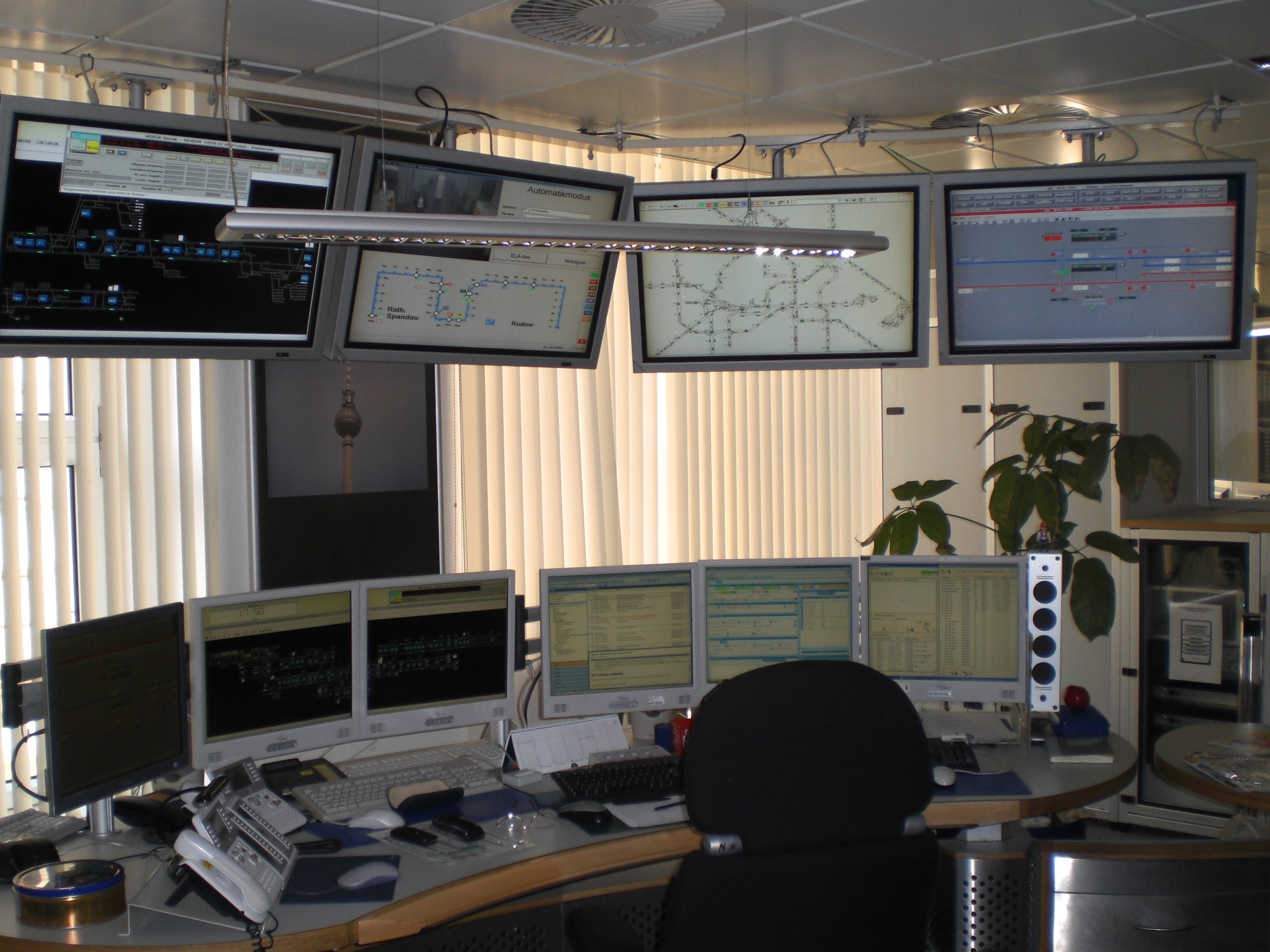
클라이스트파르크역에 있는 이전 관제실 내부

2015년 8월 프리드리히스펠데 기지에 신축한 400 m² 건물로 지하철 전 노선의 관제를 이전했다. 총 21명이 근무하고 있으며 이전에 분리된 소형 및 대형 규격 노선의 관제를 한 곳에서 담당한다. 공사 기간은 약 2년이며 총 890만 유로의 예산을 사용했다. 전 노선의 운행을 관리하고 운행 시 문제가 발생한 경우 승객에게 안내한다. 이전에는 클라이스트파르크역에 종합 관제 시설을 갖추고 있었다. 알렉산더플라츠역, 클라이스트파르크역, 놀렌도르프플라츠역에는 승객 안내용 관제 시설이 설치되어 있다. 역 구내의 일반인이 통행할 수 있는 영역과 이어져 있다. 해당 관제 시설에서는 역사 내 설치된 CCTV를 감시할 수 있으며, 역 구내에 설치된 비상용 인터폰과 연결되어 있다.
템펠호퍼 우퍼(Tempelhofer Ufer) 근처에 있는 안전 관제소에서는 BVG의 자체적인 보안 요원과 위탁 보안 요원(현재는 Wisag에 위탁함)을 관리한다. 주기적으로 역을 돌아가면서 표시하는 비디오 월이 설치되어 있다. 지하철 전 역사의 CCTV를 감시할 수 있으며, 역시 역 구내에 설치된 비상용 인터폰과 연결되어 있다.
전력망 관제소는 투름슈트라세역 근처에 있는 BVG 사업소 건물에 입주해 있다.

### 전력
지하철 차량 전원 공급은 직류 750V 제3궤조집전식을 사용한다. 소형 규격 노선은 급전 궤도가 양극이고 운행 궤도가 음극이며, 대형 규격 노선은 급전 궤도가 음극이고 운행 궤도가 양극이다. 지하철의 연간 에너지 소모량은 200 GWh이다. 일반 전력망에서 10 kV 교류를 수전한 다음 59개의 직류 변전소로 급전한다. 2007년 6월 기준 평균 에너지 비용은 1량·킬로미터당 25 유로센트, 열차·킬로미터당 1.26 유로이다.

## 같이 보기
- 베를린 S반
- 베를린 트램
- M반
- 유령역
- 지하철 목록

### 주해
1. 1 2 3 4  “The Berlin underground - The largest underground system in Germany”. 《BVG.de》. Berliner Verkehrsbetriebe (BVG). 2013년 9월 25일에 원본 문서에서 보존된 문서. 2013년 9월 22일에 확인함.
2. ↑  “Zahlenspiegel 2016 1. Auflage” (PDF) (독일어). Berliner Verkehrsbetriebe (BVG). 2017년 3월 17일에 확인함.
3. ↑  지하철을 뜻하는 "Untergrundbahn"에서 나옴
4. ↑  Geschäftsbericht 2016 der Berliner Verkehrsbetriebe (BVG) (PDF; 16,97 MB).
5. ↑  Geschäftsbericht 2011 der Berliner Verkehrsbetriebe (BVG) (PDF; 3,47 MB).
6. ↑  “Der AEG-Versuchstunnel” (독일어). Berliner Unterwelten. 2017년 9월 18일에 원본 문서에서 보존된 문서. 2017년 9월 18일에 확인함.
7. ↑  “Liniennetzplan von 1939”. 2010년 3월 13일에 원본 문서에서 보존된 문서. 2019년 7월 21일에 확인함..
8. ↑  “Verkehrsmeldung-Detail - BVG.de”. 2015년 4월 18일에 확인함.
9. ↑  “Mobilität in der Stadt. Berliner Verkehr in Zahlen. Ausgabe 2010” (PDF; 28.0 MB). 2011년 1월. 50쪽. 2012년 10월 29일에 확인함.
10. ↑  Kurpjuweit, Klaus. “Die neue U-Bahn-Zug ist zu dick”. 《tagesspiegel.de》 (독일어). Der Tagesspiegel. 2015년 3월 27일에 확인함.
11. ↑  “Eröffnung der U-Bahnwerkstatt Halle 4 in Grunewald”. 2013년 10월 17일에 확인함.
12. 1 2  《Kurzmeldungen – U-Bahn》, 2015, 237쪽
13. 1 2 3  틀:Literatur
14. ↑  Ulrich Lemke, Uwe Poppel: Die Berliner U-Bahn. 3. Auflage, S. 130.
15. 1 2  J. Bousset: Die Berliner U-Bahn. S. 130.
16. ↑  Ulrich Lemke, Uwe Poppel: Berliner U-Bahn. 3. Auflage, S. 4 und 30.
17. ↑  “Das neue Nervenzentrum der Berliner U-Bahn”. 2015년 8월 27일. 2016년 1월 10일에 확인함.
18. ↑  “Seminar „Verkehrstechnik Berlin", BVG Netzleitstelle Turmstraße”. 2017년 4월 7일에 확인함.
19. ↑  “Immer Saft an der Schiene” (PDF). 14쪽. 2014년 3월 10일에 확인함.
20. ↑  Kleine Anfrage im Berliner Abgeordnetenhaus, Drucksache 15/13611 (PDF; 128 kB) 2006년 6월 27일.

### 문헌

#### 영어
- Brian Hardy: The Berlin U-Bahn, Capital Transport, 1996, ISBN 1-85414-184-8
- Ulf Buschmann: U-Bahnhöfe Berlin. Berlin Underground Stations. Berlin Story Verlag, Berlin 2012,  ISBN 978-3-86368-027-5

#### 독일어
- Jan Gympel: U-Bahn Berlin - Reiseführer. GVE-Verlag, Berlin 2002, ISBN 3-89218-072-5
- AG Berliner U-Bahn: Zur Eröffnung der elektrischen Hoch-und Untergrundbahn in Berlin. GVE-Verlag, Berlin 2002, ISBN 3-89218-077-6
- Jürgen Meyer-Kronthaler und Klaus Kurpjuweit: Berliner U-Bahn – In Fahrt seit Hundert Jahren. be.bra Verlag, Berlin 2001, ISBN 3-930863-99-5
- Petra Domke und Markus Hoeft: Tunnel Gräben Viadukte – 100 Jahre Baugeschichte der Berliner U-Bahn. kulturbild Verlag, Berlin 1998, ISBN 3-933300-00-2
- Ulrich Lemke und Uwe Poppel: Berliner U-Bahn. alba Verlag, Düsseldorf, ISBN 3-87094-346-7
- Robert Schwandl: Berlin U-Bahn Album. Alle 192 Untergrund- und Hochbahnhöfe in Farbe. Robert Schwandl Verlag, Berlin Juli 2002, ISBN 3-936573-01-8
- Jürgen Meyer-Kronthaler: Berlins U-Bahnhöfe – Die ersten hundert Jahre. be.bra Verlag, Berlin 1996, ISBN 3-930863-16-2